# 里德 (瓦萊州)

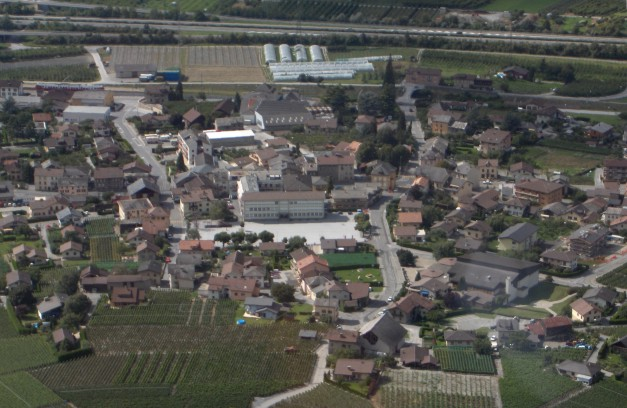

里德是瑞士的城鎮，位於該國南部，由瓦萊州負責管轄，面積23.88平方公里，海拔高度482米，2011年人口2,732，八成半人口信奉羅馬天主教，人口密度每平方公里114人。

## 外部連結
- Official website （页面存档备份，存于） （法文）